# Урлаць (Васлуй)
Урлаць, Урлаці (рум. Urlați) — село у повіті Васлуй в Румунії. Входить до складу комуни Дімітріє-Кантемір.
Село розташоване на відстані 281 км на північний схід від Бухареста, 26 км на схід від Васлуя, 74 км на південний схід від Ясс, 126 км на північ від Галаца.

## Населення
За даними перепису населення 2002 року у селі проживали 320 осіб, усі — румуни. Усі жителі села рідною мовою назвали румунську.